# Don Knotts
Jesse Donald (Don) Knotts (Morgantown, 21 juli 1924 – Beverly Hills, 24 februari 2006) was een Amerikaanse acteur, best bekend van zijn rol als Barney Fife in The Andy Griffith Show, een Amerikaanse televisieserie uit de jaren zestig. Voor deze rol kreeg hij vijf Emmy Awards.
Knotts was een zoon van William Jesse Knotts en Elsie L. Moore. Zijn eerste optredens waren als buikspreker. Hij probeerde eerst succes te krijgen in New York, maar verhuisde toch terug naar Morgantown, waar hij ging studeren aan de West Virginia University. Tijdens de Tweede Wereldoorlog diende hij als entertainer, waarbij hij de troepen vermaakte, eerst met zijn buikspreeknummer, later als volleerd komiek. In 1948 studeerde hij af aan de West Virginia University.
Tussen 1953 en 1955 keerde hij regelmatig terug in de soap Search for Tomorrow. In 1955 kreeg hij een kleine rol in de Broadway-productie No Time for Sergeants, met Andy Griffith in de hoofdrol. De twee zouden later nog vaker samenwerken. Vanaf 1956 was hij een regelmatig terugkerende acteur in de Tonight Show van Steve Allen.
Zijn grootste bekendheid kreeg hij vanaf 1960, toen hij in de Amerikaanse serie The Andy Griffith Show de blunderende, overijverige hulpsheriff Barney Fife speelde. In 1965 verliet hij de serie. Hij won voor deze rol vijf Emmy's, drie toen hij nog bij de serie zat, en twee in '66 en '67, toen hij een gastrol in de serie had.
Vanaf 1964 speelde hij in enkele komische speelfilms voor Universal, waaronder The Incredible Mr. Limpet (1964), The Ghost and Mr. Chicken (1965), The Reluctant Astronaut (1967), The Shakiest Gun in the West (1968), The Love God? (1969) en How to Frame a Figg (1971). In de jaren zeventig speelde hij in enkele Disneyfilms, waaronder in komedies met Tim Conway (zoals in The Apple Dumpling Gang (1975)). Ook was hij van 1979 tot 1984 te zien als huisbaas Mr. Furley in de sitcom Three's Company. Tussen 1989 en 1992 had hij een terugkerende rol in Andy Griffiths serie Matlock, als de vervelende buurman Les Calhoun. In seizoen 8, aflevering 5 (Stone Cold Crazy) van That '70s Show kwam Don nog even kort voor als de huisbaas van het appartement waar Fez woont en Jackie bij hem intrekt, terwijl Fez zich voorstelt hoe het er dan aan toe zou gaan.
De laatste jaren van zijn leven bleef Knotts actief. Zo had hij een kleine, maar belangrijke rol in Pleasantville en sprak hij een stem in voor Chicken Little. In The New Scooby-Doo Movies speelde hij een paar keer een rol in de afleveringen.
Op 24 februari 2006 stierf Knotts aan ademhalingsproblemen, gerelateerd aan longkanker. Hij werd 81 jaar oud.

## Filmografie
- "Search for Tomorrow" (televisieserie, 1953-1956)
- "The Steve Allen Show" (televisieserie, 1956)
- No Time for Sergeants (1959)
- "The Andy Griffith Show" (televisieserie, 1960-1965)
- "The New Steve Allen Show" (televisieserie, 1961)
- Move Over, Darling (1963)
- it's a mad, mad, mad, world (1963)
- The Incredible Mr. Limpet Show (1964)
- The Ghost and Mr. Chicken (1966)
- The Reluctant Astronaut (1967)
- The Shakiest Gun in the West (1968)
- The Love God? (1969)
- "The Don Knotts Show" (televisieserie, 1970)
- How to Frame a Figg (1971)
- The Apple Dumpling Gang (1975)
- "Laugh Back" (televisieserie, 1975)
- No Deposit, No Return (1976)
- Gus (1976)
- Herbie Goes to Monte Carlo (1977)
- Hot Lead and Cold Feet (1978)
- The Apple Dumpling Gang Rides Again (1979)
- "Three's Company" (televisieserie, 1979-1984)
- The Prize Fighter (1979)
- The Private Eyes (1981)
- Return to Mayberry (televisiefilm, 1986)
- "Matlock" (televisieserie, 1988-1992)
- Quints (televisiefilm, 2000)
- Chicken Little (stem, 2005)